# Advent (Virginia Occidental)
Advent es un área no incorporada ubicada en el condado de Jackson (Virginia Occidental), Estados Unidos. Está catalogada como un asentamiento humano por la Junta de Nombres Geográficos de los Estados Unidos. Su número de identificación (ID) es 1553700. Se encuentra a 241 m s. n. m. (791 pies).
La comunidad tomó su nombre de la Iglesia Cristiana Adventista local.